# Sealab 2021
Sealab 2021 ist eine US-amerikanische Zeichentrickserie. Die Hanna-Barbera-Serie Sealab 2020 von 1972 wurde zu neuen Folgen zusammengesetzt und neu synchronisiert.

## Inhalt
Die Serie spielt ein Jahr nach den Ereignissen von Sealab 2020. In jenem Zeitintervall scheint die Mannschaft der Station aufgrund verschiedener Faktoren wahnsinnig und unfähig geworden zu sein. Ihre Hobbys bestehen vorrangig darin, sich gegenseitig zu beschimpfen, in ihren Arbeiten zu behindern oder einem Hirngespinst des senilen Captains Folge leisten zu müssen. Sadismus, Sexismus, Rassismus, fehlende politische Korrektheit, Antriebslosigkeit, Drogensucht und sonstige moralisch verwerfliche Themen dominieren die Inhalte und stellen die Mannschaft als eine gänzlich inkompetente Truppe dar, welche keinesfalls die dargestellten Berufe ausüben sollte. Dr. Quinn ist der einzige Charakter, welcher noch bei Sinnen zu sein scheint, die Dummheit der restlichen Gruppe jedoch belastet ständig auch ihn.
Die Besatzung folgt meist eigenen Interessen und diese berücksichtigen in keiner Weise den Grund der Existenz des Sealabs.

### Hauptcharaktere
- Captain Hazel „Hank“ Murphy ist der Anführer der Besatzung. Er wirkt senil und folgt fast ausschließlich eigenen Interessen, welchen die Crew auch anstandslos Folge leisten muss. Einmal von einer Idee besessen, führt er damit meist die ganze Station ins Chaos. Für sein Amt als Captain ist er in mehrerlei Hinsicht ungeeignet, ist er sich teilweise sogar nicht einmal seiner Funktion bewusst. Er handelt stets nach Intuition und kann den behandelten Themen auf der Station nur selten folgen.
- Doctor Quentin Q. Quinn ist das letzte bei Sinnen gebliebene Mitglied der Station. Er ist ein Wissenschaftler mit hoher Fachkompetenz, jedoch hat er es trotz einem IQ von 260 und gesundem Menschenverstand nicht leicht, seine Kollegen vor sich selbst zu retten. Als einzig mitdenkender Teil der Besatzung ist es ihm meist ein Anliegen, die Ideen seiner Mitarbeiter wissenschaftlich zu fundieren und zu widerlegen, um damit ein Umdenken zu erzielen. Dies gelingt ihm jedoch nur sehr selten.
- Debbie DuPree (auch bekannt als White Debbie) ist Meeresbiologin, eine hübsche Blondine und neben einer anderen Frau namens „Debbie“ das einzige weibliche Mitglied der Besatzung. Als emanzipierte Frau regt sie sich einerseits über ihre männlichen Kollegen auf, wenn diese ein chauvinistisches Verhalten an den Tag legen, andererseits agiert sie auch oft stereotyp.
- Debbie Love (auch bekannt als Black Debbie) ist die Lehrerin der Station. Sie und Quinn sind die einzigen afro-amerikanischen Charaktere der Station. Sie ist stolz auf ihre Hautfarbe, muss jedoch deswegen auch oft Seitenhiebe ihrer Kollegen einstecken.
- Derek „Stormy“ Waters ist der Schönling der Hauptcharaktere. Seine niedrige Intelligenz verleitet ihn oft dazu, dass er sich von jeglichen Themen der Crew anstecken lässt oder diese selbst auf niedrigstem Niveau weiterspinnt. Darüber hinaus ist er der festen Überzeugung, das cleverste Mitglied der Besatzung zu sein.
- Jodene Sparks ist der sarkastische, sadistische, egoistische Pläne schmiedende Bordfunker. Er teilt sich auf der Brücke den Platz mit Captain Murphy und gibt diesem entweder falsche Informationen oder schickt ihn und die gesamte Crew ins Verderben. Er wird nie stehend oder gehend, sondern ausschließlich sitzend dargestellt. Sein Headset ist sein ständiger Begleiter.
- Marco Rodrigo Diaz de Vivar Gabriel Garcia Marquez ist der Bordingenieur und Möchtegern-Latin-Lover. Die Inhalte seiner Aussagen sind meistens leer und zielen hauptsächlich auf seine Herkunft ab. Er besitzt ein großes Vokabular an Flirtsprüchen und setzt dieses auch bei jeder Gelegenheit ein. Marco ist besonders eitel und verfügt über einen hypertrophischen Muskelkörper.
- Hesh Hepplewhite arbeitet im Reaktorraum und redet von sich selbst meist in der dritten Person. Aufgrund seiner hohen Stimme nimmt ihn quasi niemand der Besatzung wirklich ernst. Auch seine Interessen sind vergleichbar mit denen eines pubertierenden Jungen.
- Captain Bellerophon „Tornado“ Shanks bekam die Stelle für den Captain wegen einer Stellenanzeige. Er ist ehemaliger Football-Trainer und folgt Captain Murphy.

## Episoden
Die Serie umfasst 52 Folgen aufgeteilt innerhalb vier Staffeln. Jede dieser Staffeln umfasst 13 Folgen und alle Folgen wurden auf dem Adult-Swim-Block auf Cartoon Network ausgestrahlt.

### Deutsche Episoden
Es wurde jeweils eine Folge aus den ersten drei Staffeln synchronisiert und ausgestrahlt. Alle feierten ihre Ausstrahlung auf dem Sender TNT Comedy, der auch für weitaus mehr Adult-Swim-Inhalte in Deutschland verantwortlich ist. Obwohl die Sendung zwischen 2000 und 2005 lief, kamen diese drei Folgen erst 2017 zum Vorschein. Die Gründe dafür sind unbekannt.

## Produktion und Veröffentlichung
Die Serie wurde von 2000 bis 2005 von 70/30 Productions und Williams Street nach einer Idee und unter der Regie von Adam Reed und Matt Thompson produziert. Die Musik stammt von Chris Ward.
Die Erstausstrahlung fand vom 21. Dezember 2000 bis zum 25. April 2005 durch Cartoon Network im Format Adult Swim statt. Warner Home Video veröffentlichte die Serie auch auf DVD.

## Synchronisation
| Rolle                      | englischer Sprecher |
| -------------------------- | ------------------- |
| Captain Murphy             | Harry Goz           |
| Debbie DuPree              | Kate Miller         |
| Marco Marquez              | Erik Estrada        |
| Dr. Quinn                  | Brett Butler        |
| Sparks                     | Bill Lobley         |
| Stormy Waters              | Ellis Henican       |
| Captain Bellerophon Shanks | Michael Goz         |